# 720 هـ
720 هـ هي سنة في التقويم الهجري امتدت مقابلةً في التقويم الميلادي بين سنتي 1320 و1321.

## وفيات
- شمس الدين بن الصائغ
- ريكولدو دي مونتي
- ابن السراج

- محمود الشبستري